# Hicham Daoudi
Pour les articles homonymes, voir Daoudi.
 (août 2021).
 (avril 2020).
Hicham Daoudi, né en 1976 à Rabat, est un promoteur artistique, propriétaire d’une maison de vente aux enchères et d’un espace d’art contemporain marocain, fondateur du Comptoir des Mines,, de la Compagnie marocaine des œuvres d’art (CMOOA), du magazine Diptyk et président de l’Art Holding Morocco. Il possède deux galeries au Maroc, travaillant avec des artistes contemporains du continent.

## Biographie

### Origine
Hicham Daoudi est le fils d’une mère galeriste qui a tenu pendant des années une galerie d’art dans l’ancien hôtel Hilton de Rabat (actuel Sofitel) et d'un père passionné de livres et d’objets anciens. Après son baccalauréat, il suit des études de biochimie en France.

### Carrière
Hicham Daoudi rentre au Maroc en 2001, il commence à s'intéresser au travail de sa mère galeriste et développe une vraie passion pour l'art et les œuvres d'art qui se trouvent dans la galerie. Il réalise ses premières ventes d’objets d’art dans la galerie maternelle.
Il crée, en 2002, la Compagnie Marocaine des œuvres et Objets d’Art (CMOOA), la première et la plus grande maison de ventes aux enchères du Maroc,. Le 28 décembre de la même année, la CMOOA le choisit pour faire sa première vente à La Mamounia, à Marrakech. Entre objets d’art islamique et tableaux orientalistes, la 1re vente aux enchères de la CMOOA s’est soldée par le chiffre global de 3 millions de DH.
La 2e vente aura lieu dans le même endroit le 19 avril 2003. Il s’agit de la vente de peintres marocains Ben Allal, Jilali Gharbaoui, Hassan El Glaoui, Miloud Labied, Fouad Bellamine, Farid Belkahia, Mohamed Kacimi, et Houssein Miloudi.
En 2010, Hicham Daoudi crée la Marrakech Art Fair,.
Il est décoré du « Wissam Al Moukafaâ Watania de l’ordre d’officier » par sa majesté le roi Mohammed VI au titre de « fondateur de la première exposition africaine d’art à Marrakech » à l’occasion de l’inauguration du Musée Mohammed VI d'art moderne et contemporain.
Hicham Daoudi dirige deux galeries CMOOA au Maroc : une à Casablanca et l'autre à Marrakech.

## Décorations
- Wissam Al-Moukafa Al-watania (ordre du mérite national) de l'ordre d'officier par sa majesté le roi Mohammed VI au titre de « fondateur de la première exposition africaine d’art à Marrakech »[12]
- Hicham Daoudi s'est fait classé 36e parmi les 100 grands acteurs décideurs du monde de l'art. Intitulé «Ceux qui feront la culture de demain », ce palmarès a été réalisé par le quotidien français Les Échos dans une série limitée[13].